# Cyriaque Louvion
Cyriaque Louvion (* 24. Juli 1987 in Saint-Saulve) ist ein französischer Fußballspieler.

## Vereinskarriere
Louvion begann seine Laufbahn als Jugendspieler des OGC Nizza, von wo aus er 2004 mit 17 Jahren zum Drittligisten AS Cannes wechselte. Bei Cannes wurde er zunächst sporadisch eingesetzt, konnte sich aber in seinem zweiten Jahr zunehmend etablieren, bis er 2006 vom Erstligisten Le Mans FC unter Vertrag genommen wurde. Für Le Mans gelang ihm am 15. Oktober 2006 beim 0:0 gegen die AS Nancy mit 19 Jahren sein Profidebüt in der höchsten französischen Spielklasse, wobei er in der 74. Minute eingewechselt wurde. Nach 16 Einsätzen in seiner ersten Saison als Profi kam er in den folgenden Spielzeiten auf ähnliche Zahlen und konnte auch nicht zum Stammspieler avancieren, als Le Mans 2010 in die zweite Liga abstieg. Ein Jahr später kehrte er dem Klub nach fünf Jahren den Rücken und wechselte zum Ligakonkurrenten Le Havre AC, wo er den Sprung in den Kreis der ersten Elf schaffte.

## Nationalmannschaft
Im Jahr 2007 gehörte Louvion der französischen U-21-Auswahl an und nahm mit dieser am Turnier von Toulon teil. Dabei gehörte er zu den Stammkräften der Mannschaft und erzielte ein Tor. Beim Finale gegen China stand er über die volle Länge der Partie auf dem Platz und konnte nach dem 3:1-Sieg den Gewinn des Turniers feiern.